# フィッシュケーキ

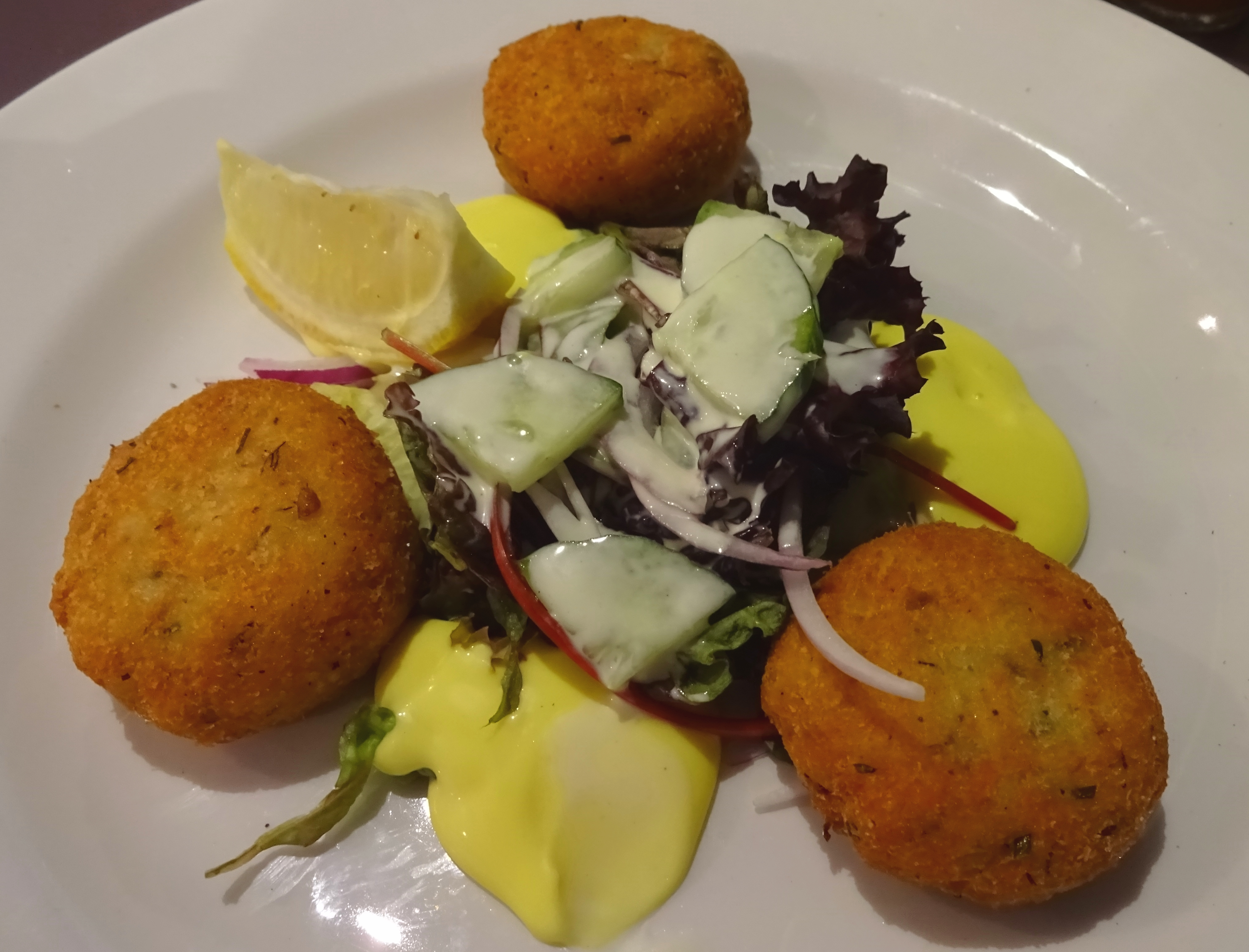
フィッシィケーキとミックスリーフ レモンとサフランマヨネーズ添え

フィッシュケーキ（英語: Fishcake、英語: Fish cake）は英語圏において「魚などをすり身にして固めたもの」を指す語。日本のカマボコやさつま揚げ、中国の魚豆腐、タイ料理のトーッマン・プラー（ทอดมันปลา、タイ風さつま揚げ）なども「フィッシュケーキ」と呼ばれる。
本項ではイギリス伝統料理としてのフィッシュケーキについて記述する。
鱈やサーモンなどの魚肉、牛乳、ジャガイモ（マッシュポテト）を混ぜて丸く成形し、コロッケのように小麦粉、溶き卵、パン粉をまぶして油で揚げるか、フライパンで両面を焼き上げる。
19世紀中ごろのイザベラ・ビートンによる料理本『ビートン夫人の家政読本』にはフィッシュケーキの記載が確認できる。